# Leonardo (Musical)
Leonardo (voller Name: Leonardo: A Portrait of Love) ist ein australisches Musical über das Liebesleben von Leonardo da Vinci, geschrieben von Duke Minks, Russell Dunlop, Greg Moeller und Tom Moeller. Es wurde in den späten 1980er im West End in London mit Simon Burke als Leonardo, Erana Clark, James Barron und einem Chor aufgeführt. Finanziert wurde es von der Regierung des Inselstaates Nauru, welche 2,9 Millionen Dollar darin investierte. Das Projekt wurde von der Theaterdirektion in London nach vier Wochen wegen mangelndem Erfolg abgesetzt. 1992 wurde es in Oxford und 1995 nochmals in London aufgeführt, jedoch auch dann ohne Erfolg.
Leonardo ist nur ein Beispiel für die Verschwendung des nauruischen Reichtums, welche die dortige Regierung jahrzehntelang betrieb.